# Ориндж (Калифорния)

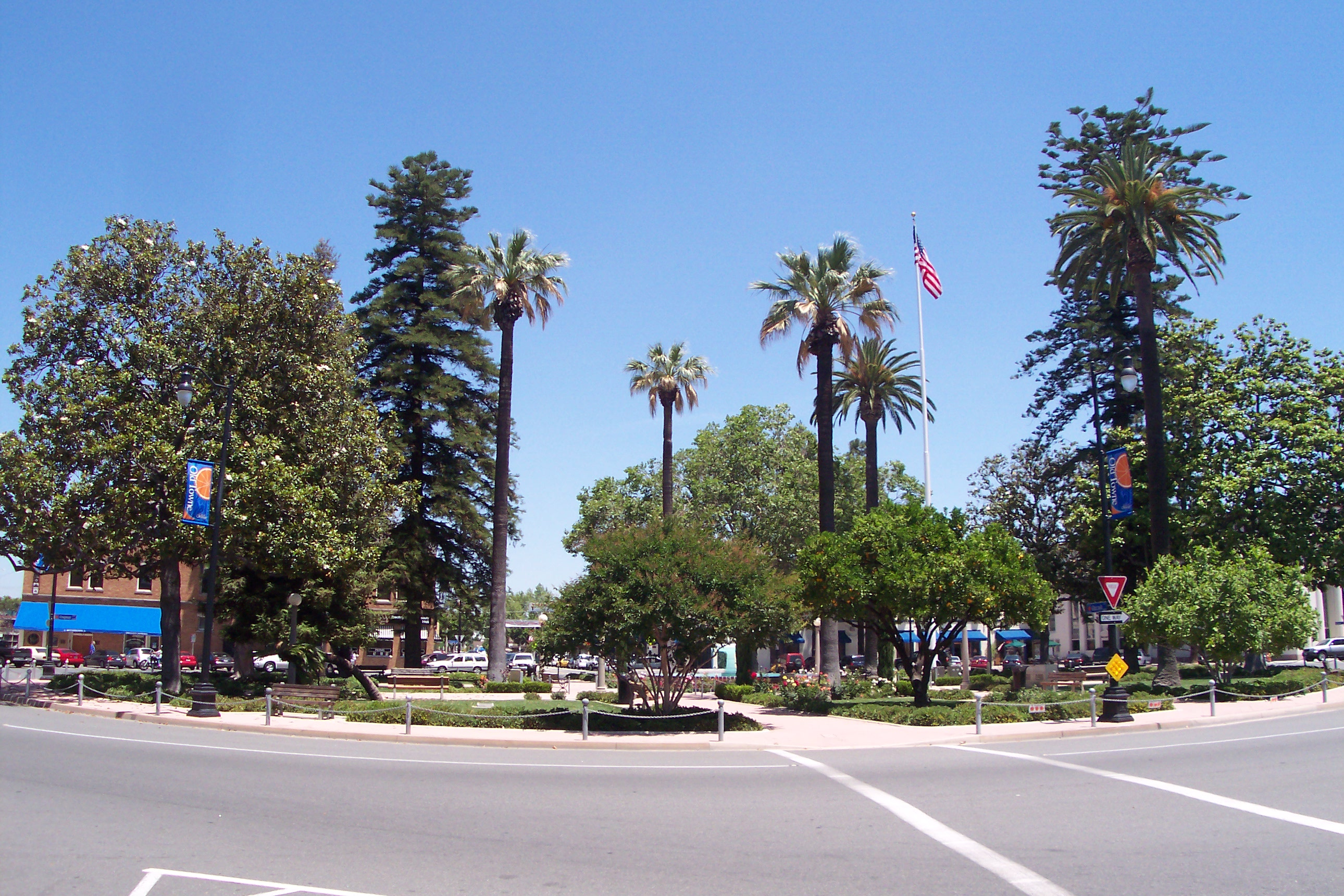

Ориндж (англ. Orange) — город в южной части штата Калифорния, в округе Ориндж. Город входит в ареал городской агломерации Лос-Анджелеса. Площадь Оринджа составляет 69,9 км², из которых 60,6 км² приходится на пригороды. Численность населения — 139 911 человек (2020 год). Плотность населения — 2105 чел./км². Город расположен на высоте 59 метров над уровнем моря.

## История
1 ноября 1776 года Миссия Сан-Хуан-Капистрано стала первым постоянным европейским поселением в Альта-Калифорнии. В 1810 году Испанская империя предоставила 62 500 акров (253 км2) Хосе Антонио Йорбе, который назвал эту территорию Ранчо Сантьяго-де-Санта-Ана. Ранчо Йорбы включало земли, где сегодня находятся калифорнийские города Олив, Ориндж, Вилла-Парк, Санта-Ана, Тастин, Коста-Меса и Ньюпорт-Бич. После мексикано-американской войны в 1848 году Верхняя Калифорния стала частью Соединённых Штатов и в эту область стали прибывать американские поселенцы.
Ориндж был основан в 1869 году Эндрю Гасселлом и Альфредом Чепменом. В 1888 году поселение получило статус города. Вплоть до 1950-х годов развитие Оринджа, как и других городков Южной Калифорнии, шло медленно. Однако затем близость стремительно расширяющегося мегаполиса Лос-Анджелеса и удобство транспортных путей в районе Оринджа вызвало настоящий строительный бум, который продолжается вплоть до сегодняшних дней.

## Демография
По данным переписи населения США 2010 года численность населения составляла 136 416 человек. Плотность населения 2086,8 человек на км². Расовый состав: 67,1 % белые, 11,3 % азиаты, 1,6 % чернокожие, 0,7 % коренных американцев, 0,3 % гавайцы и выходцы с тихоокеанских островов, 15,1 % другие расы, 4 % потомки двух и более рас.
По данным переписи населения США 2000 года медианный доход на одно домашнее хозяйство в городе составлял $58 994, доход на семью $64 573. У мужчин средний доход $42 144, а у женщин $34 159. Средний доход на душу населения $24 294. 6,8 % семей или 10 % населения находились ниже порога бедности, в том числе 12,5 % молодёжи младше 18 лет и 7,5 % взрослых в возрасте старше 65 лет.

## Города-побратимы
- Тимару